# Joaquim Carreras i Artau
Joaquim Carreras i Artau (Girona, 14 de Agosto de 1894, Barcelona, 12 de Agosto de 1968) foi um filósofo catalão. 

## Biografia
Inicia-se no estudo da filosofia  no Seminário de Girona, prologando a sua formação por dez anos. Mais tarde, na Universidade de Barcelona, graduou-se em  Direito e Filosofia. A tese Ensaio sobre ovoluntarismo de J. Duns Escoto permite o grau de doutor em Filosofia pela Universidade de Madrid. Em 1920, foi admitido ao Corpo de Catedráticos Numerários dos Institutos Nacionais de Escolas Secundárias na Espanha, atuando como Professor de Filosofia no Instituto de Palencia, Lugo, e Reus, Balmes e Montserrat de Barcelona. 
Iniciou a docência superior em 1939 na Universidade de Barcelona, foi nomeado Professor Auxiliar do Departamento de História da Filosofia em 1947. Posteriormente ocupou a posição final de professor de História da Filosofia entre 1951 e 1964. 
Juntamente com seu irmão Thomas e Carreiras Artau, filósofo e professor de ética, foi atribuído o prêmio da Associação Espanhola para o Progresso da Ciência, publicado entre 1939 e 1943, História da filosofia espanhola. Filosofia cristã do século  XIII ao XV.